# 中国（海南）南海博物馆
中国（海南）南海博物馆是位于中华人民共和国海南省琼海市潭门镇的一座博物馆，主要展示南海及海上丝路历史文化与自然资源等展览。南海博物馆占地面积150亩，建筑面积70,593平方米。
2016年5月，海南省委、省政府响应中国国务院和国家发改委关于“海南国际旅游岛”建设文件，启动南海博物馆建设项目；2018年4月26日，正式开馆。2019年10月批准为4A级旅游景区、2020年12月公布为第4批国家一级博物馆、2021年6月登录为全国爱国主义教育示范基地。